# Aligot de sabana
L'aligot de sabana (Buteogallus meridionalis) és una espècie d'ocell de la família dels accipítrids (Accipitridae). Habita zones pantanoses de l'àrea Neotropical, des de Panamà, cap al sud, per Colòmbia, Veneçuela, Trinitat i Guaiana, i més al sud fins al nord-oest i est del Perú, Bolívia, el Paraguai, Uruguai i nord de l'Argentina. El seu estat de conservació es considera de risc mínim.